# Front haut
Pour les articles homonymes, voir Front.
Le front haut est une coiffure où les cheveux sont tirés vers l'arrière du crâne, dégageant ainsi le front. Cet effet peut être amplifié en épilant ou en rasant les cheveux du sommet du front.
Cette coiffure était en vogue au Moyen Âge chez les femmes de la noblesse européenne, et constituait alors un critère de beauté.
On retrouve le port du front haut chez les gabbers, membres d'une sous-culture jeune de la fin du XXe siècle aux Pays-Bas.

## Galerie

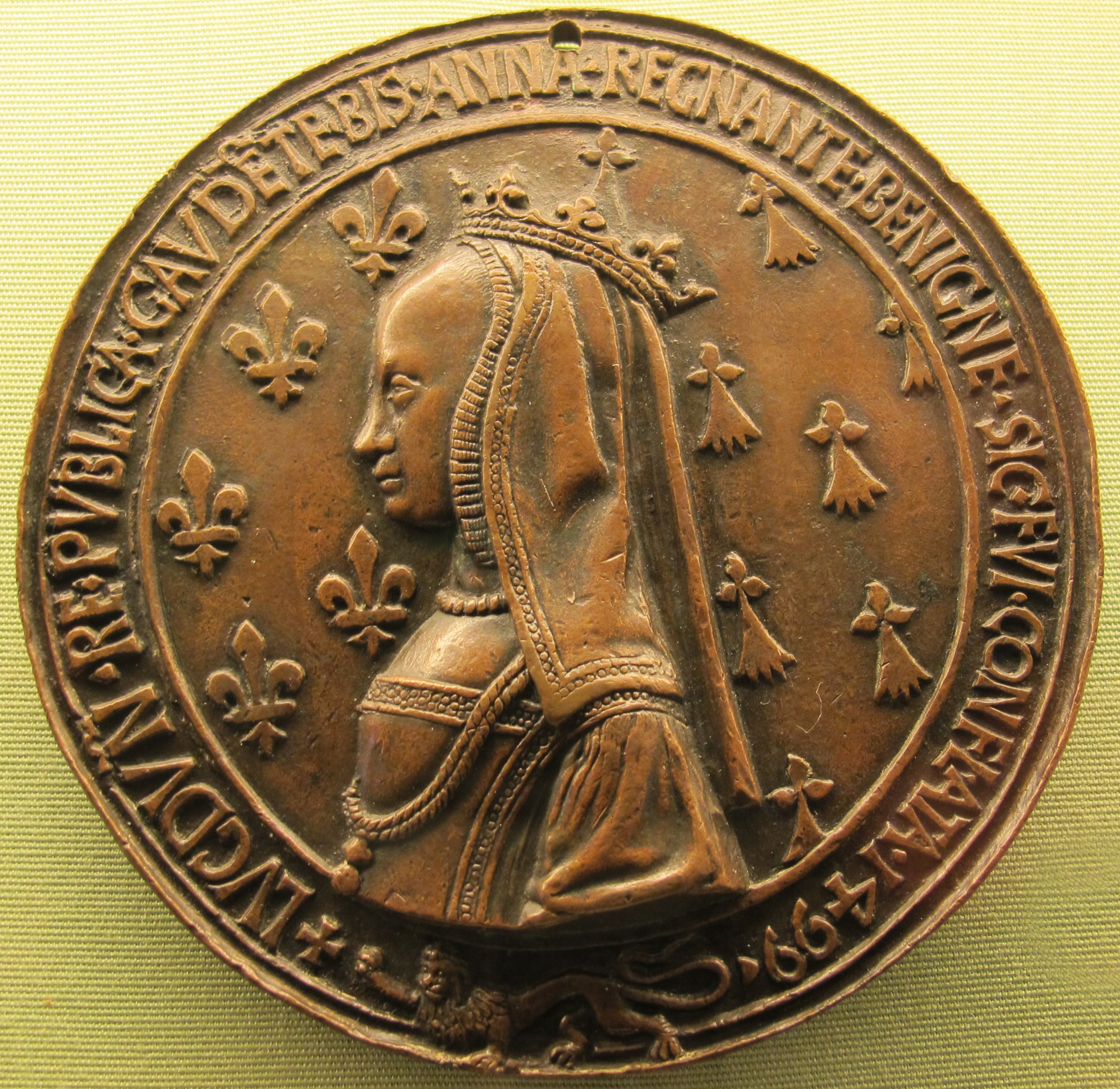
Médaille représentant Anne de Bretagne portant le front haut (1499)
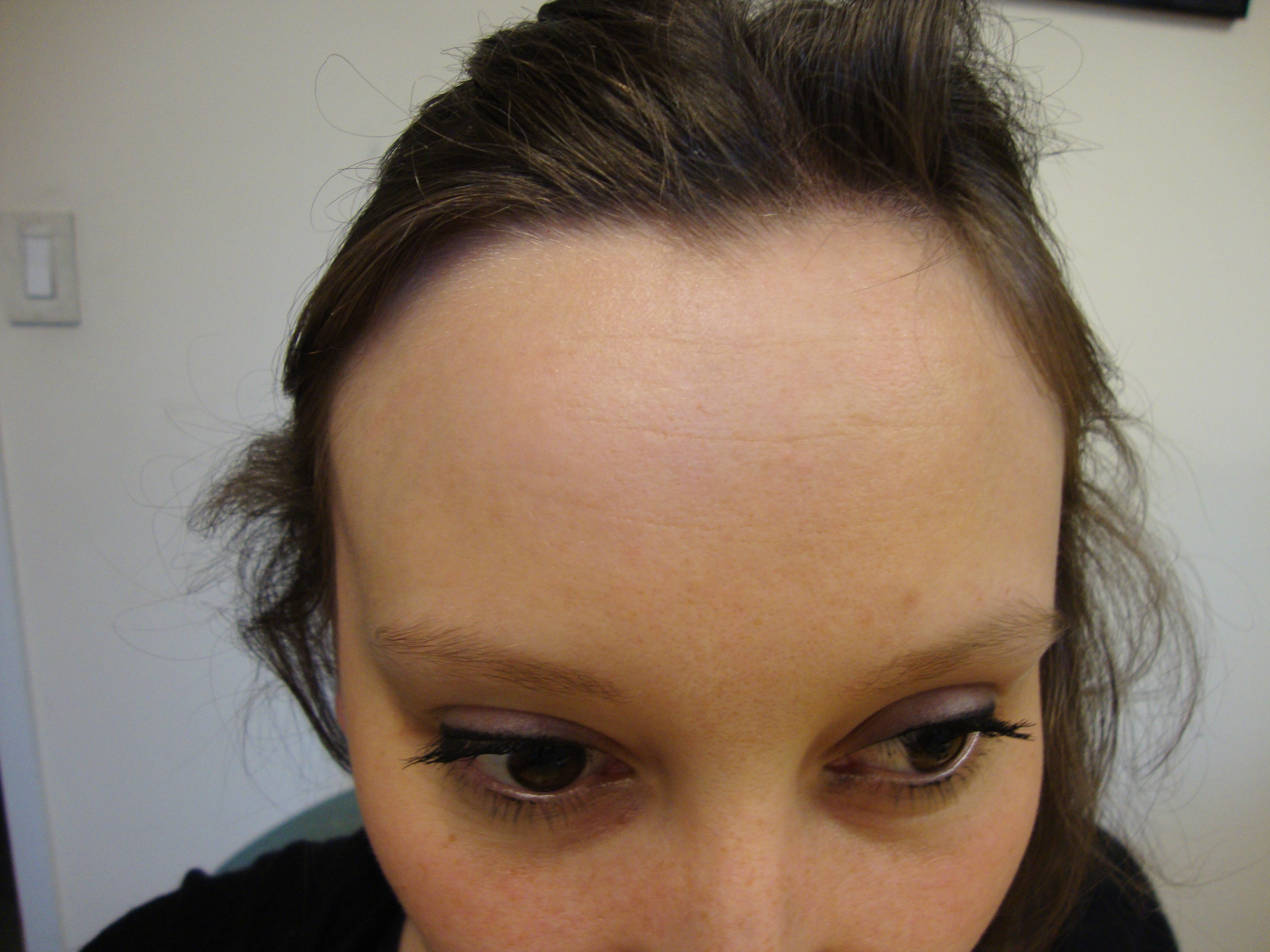
Femme portant le front haut